# Ligand (biochemie)

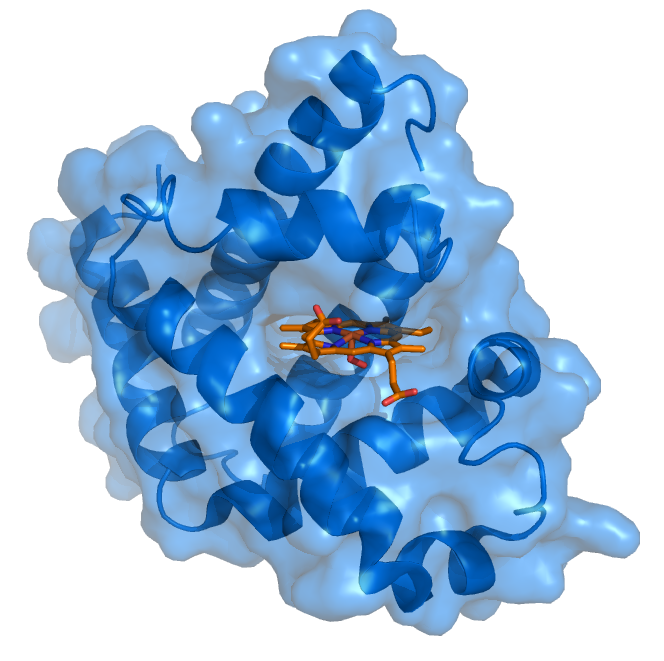
Myoglobin (modře) s navázaným ligandem hem (oranžově). Podle PDBID: 1MBO

Ligand ve smyslu používaném v biochemii a farmakologii označuje látku, typicky malou molekulu, která vytváří komplex s biomolekulou a tato vazba má biologický význam. V užším slova smyslu se jako ligand označuje signální molekula, která se váže na vazebné místo cílového proteinu.
Ligand, který je schopný po navázání na receptor vyvolat fyziologickou odpověď, se nazývá agonista, ten, který je schopen se vázat, ale odpověď nespouští, je antagonista.
Vazba ligandů probíhá pomocí slabých molekulových interakcí, jako jsou iontové vazby, vodíkové vazby nebo Van der Waalsovy síly. Díky tomu je vazba ligandů většinou reverzibilní a jenom vzácně dochází k tvorbě ireverzibilních kovalentních vazeb. Vazba ligandu na receptorový protein většinou mění jeho konformaci (prostorové uspořádání). Právě konformační stav receptorového proteinu v řadě případů určuje jeho biologickou funkci. Kromě toho může ligand působit například jako substrát pro enzymatickou aktivitu, inhibitor nebo aktivátor enzymu, případně jako neurotransmiter.

## Síla vazby mezi receptorem a ligandem (afinita)
Síla vazby ligandu ke svému receptoru se vyjadřuje afinitou, což je disociační konstanta komplexu ligand•receptor. Vazebná afinita není určena pouze "přímými" interakcemi mezi ligandem a receptorem, ale velmi důležitou roli má i okolní rozpouštědlo. Obecně platí, že ligandy s vysokou afinitou vytvářejí silnější vazby se svým receptorem a průměrná doba, po kterou zůstávají navázány na receptor, je delší. Vysoká afinita vazby navíc umožňuje využít část vazebné energie na vyvolání konformační změny receptoru, což může vést ke změně aktivity enzymu, nebo otevření iontového kanálu. Důsledkem vysoké afinity pro receptor je také schopnost ligandy vysytit všechny dostupné molekuly receptoru i při velmi nízké koncentraci ligandu.

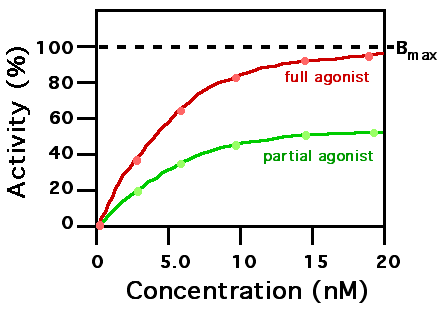
Dva ligandy působící agonisticky, liší se ale schopností aktivovat svůj receptor různou silou. Ten, který je schopný plně stimulovat odpověď receptoru, se nazývá "úplný agonista", ten, který dokáže vyvolat pouze částečnou odpověď, je "částečný agonista".

Ligand, který po navázání na receptor vyvolá fyziologickou odpověď, se nazývá agonista pro daný receptor. Agonisticky působící ligandy se charakterizují jednak podle toho jakou a jak intenzivně dokáží vyvolat fyziologickou odpověď, jednak podle toho, jaká jejich koncentrace je nezbytná k vyvolání fyziologické odpovědi. Podle toho, jestli dokáže ligand vyvolat maximální odpověď receptoru, se nazývá úplný nebo částečný agonista, viz obrázek vpravo. V tomto příkladu dokáže úplný agonista aktivovat odpověď receptoru do poloviny jeho maxima při zhruba 5×10−9 molární koncentraci (tzn. v řádu nanomolů). Ligand, který se váže na receptor, ale není schopný aktivovat fyziologickou odpověď, je "antagonista receptoru."

Příklad dvou ligandů s různou afinitou pro jeden receptor. Oba jsou schopny vyvolat maximální odpověď receptoru, každý ale v jiné koncentraci.

Kromě schopnosti aktivovat svůj receptor se ligandy charakterizují podle jejich koncentrace, která je vyžadována k obsazení poloviny všech možných receptorových míst, tedy jejich disociační konstantu (Kd). V příkladu nalevo má ligand znázorněný modře vyšší afinitu ke svému receptoru a tedy nižší hodnotu Kd, než zeleně znázorněný zelenou křivkou. V případě, že jsou v roztoku přítomny oba ligandy, bude receptor obsazen především ligandem s vyšší afinitou. Tato kompletice mezi ligandy s různou afinitou je podstata například příčinou jedovatosti oxidu uhelnatého, protože oxid uhelnatý má výrazně vyšší afinitu k hemoglobinu, než kyslík.